# Velasco
Juan Zambudio Velasco (ur. 1921 w La Alquería, zm. 21 stycznia 2004 w Barcelonie) – hiszpański piłkarz grający w klubie FC Barcelona, występował na pozycji bramkarza. Był jednym z najlepszych bramkarzy w historii klubu, a średnia wpuszczonych przez niego bramek na mecz to 1,19, w sezonie 1947/1948. Występował także w klubie CE Sabadell FC.